# Pokémon 8: Lucario en het Mysterie van Mew
Lucario en het Mysterie van Mew (Engelse titel: Lucario and the Mystery of Mew) is de achtste animatiefilm uit de Pokémonreeks, geregisseerd door Kunihiko Yuyama. De originele Japanse titel luidt Myuu to Hadou no Yuusha.

## Plot
De film begint in een rotsachtige woestijn, waar een Lucario woont. Hij gebruikt een aura om de weg te vinden. Ondertussen zien we hoe er aan twee kanten groepen mensen en Pokémon lopen naar elkaar om oorlog te voeren. Lucario wordt plotseling aangevallen door een groep Houndooms en hij besluit om heer Aaron te roepen met een blauw kristal. Het blijkt dat er een paleis precies tussen de twee legers in zit en dat de legers het Cameron-paleis zullen verwoesten als de oorlog door zal gaan. Terwijl Lucario de Houndooms verslaat, spring Aaron op een Pidgeot en vliegt van het paleis weg naar Lucario. Lucario krijgt last van zijn ogen en kan niets meer zien, maar hij gebruikt zijn aura, wat hij geleerd heeft van Aaron, en weet zo waar hij moet lopen. Aaron sluit Lucario op in een staf en gaat naar de boom van het begin, wat de verblijfplaats van Mew is. Pidgeot komt zonder hem terug samen met de staf. Van het paleis zien de koningin en haar werkster hoe de boom oplicht. De legers stoppen met aanvallen en de oorlog is voorbij. Woede en haat worden veranderd in begrip en hoop. Dit is waarom Aaron als een held wordt beschouwd en wordt gezien als de beschermheer van aura. We zien hoe een vrouw dit verhaal voorleest aan haar kind.
Onze helden komen bij een festival ter ere van heer Aaron in het Cameron paleis. Ze verkleden zich en Ash doet mee aan een Pokémon Toernooi. Ash komt in de finale te staan tegen Kidd Summers en haar Weavile, maar wint toch en wordt uitgeroepen tot nieuwe beschermheer van aura. Kidd Summers is een wereldrecordhouder van het hebben van de meeste wereldrecords. Ze is een avonturier en doet van alles. Ondertussen zien we hoe een Mew door het paleis speelt, vermomd als andere Pokémon (Mew kan in elke pokémon veranderen).
Op het feest ter ere van de nieuwe beschermheer van aura krijgt Ash de staf van heer Aaron door koningin Eileen uitgereikt en wordt hij door de werkster Rin verteld te blijven zitten gedurende de avond. Terwijl iedereen aan het dansen is, lopen de Pokémon vrij rond en worden ze naar de zolder geleid door Mew. Kidd Summers blijkt een soort spion te zijn die op een operatie is. Ze probeert met haar twee Weavile een zender op Mew te zetten. Meowth ziet Kidd en achtervolgt haar tot het dak, waar hij valt en door een raam terechtkomt op de zolder waar de pokémon zitten te spelen. Ook Max, die de Pokémon was gevolgd komt bij de zolder en ziet hoe Mew aangevallen wordt door de twee Weavile. Pikachu probeert Mew te verdedigen, maar Mew teleporteert zich samen met Meowth en Pikachu naar het dak en verandert dan in een Pidgeot en vliegt, met Pikachu en Meowth op zijn rug, naar de boom van het begin.
Nadat Ash een stem uit de staf had gehoord, ging de staf bewegen en kwam er een Lucario uit. Lucario die nog steeds kijkt met aura denkt dat Ash Aaron is, omdat hij een even grote aura heeft. Plotseling doen Lucario’s ogen het weer en hij ziet dat het Aaron niet is. Ash en koningin Eileen vertellen dat Lucario eeuwen geslapen heeft en dat Aaron en de oorlog er niet meer zijn. Max komt binnenvallen en vertelt over Mew. De koningin denkt dat Mew naar de boom van het begin is gegaan. De boom van het begin is een berg van rotsblokken die op een boom lijkt van een afstand. Ash wil ernaartoe en Kidd en Lucario gaan met hem mee.
Als ze met de auto op reis zijn, geleid door Lucario, vertelt Kidd dat Lucario aura gebruikt. Aura is de levende kern binnenin iets of iemand en is onzichtbaar. Ondertussen schuilt Team Rocket in de achterbak. Mew, Meowth en Pikachu zijn bij de boom van het begin en vallen door een boom en komen terecht in een soort parallelle wereld met luchtbellen. Even later komen ze elders weer terecht.
Ash, Brock, May, Max, Kidd, Lucario en Pikachu stoppen bij een hete bron. In het water ziet May een bloem en Ash pakt hem. Volgens Lucario is het een tijdbloem en met aura kan je er terug in de tijd mee kijken. Ash pakt de bloem beet en terwijl hij onbewust aura gebruikt, ziet hij het verleden. Ash krijgt ruzie met Lucario omdat Lucario denkt dat Ash Pikachu zal verlaten als het moet en omdat Ash zegt dat Lucario eigenlijk Aaron verlaten heeft en niet andersom. Onderweg komen ze ook een wilde Bonsly tegen die mee wil reizen met May.
Onze helden stoppen bij de plek waar Lucario opgesloten werd in de staf en ze zien een tijdbloem. Nadat ze zien hoe Lucario in de steek wordt gelaten door Aaron, verontschuldigt Ash zich tegenover Lucario voor wat hij zei. Een Regirock verschijnt die de auto vernielt en hen aanvalt. Terwijl ze vluchten door een kloof, vertelt Lucario dat Regirock de boom van het begin beschermt en dat hij een waarschuwing gaf. Ze komen uit bij een ondergrondse grot die precies onder de boom van het begin staat. Kidd laat een aantal meetrobots vrij die videobeelden en gegevens doorgeven aan haar partner Lt. Banks, die in een stad achter een computer zit om te helpen. Terwijl Team Rocket onze helden volgt, krijgt Kidd van Lt. Banks te horen dat de rotsen met kristallen erin leven en dat de boom van het begin een deel uitmaakt van het ecosysteem die zijn energie uit zonlicht haalt. Kidd probeert nu uit te zoeken wat de rol van Mew bij de boom van het begin is.
Als Ash Pikachu roept, krijgt hij geluid terug te horen van Pikachu en hij rent erop af. Een Regice duikt op en valt Ash aan. Ash rent terug en met zijn allen vluchten ze en komen ze aan in een grote ruimte. Ze zien Team Rocket vluchten voor een Regirock en een Registeel en met zijn allen vluchten ze verder. Een soort plasmabol slokt de meetrobots op en komt aan bij Team Rocket. James probeert met zijn Pokémon er tegen te vechten, maar dat werkt niet. Nadat Jessie wordt opgeslokt, wordt ook James opgeslokt en ten einde raad laat hij zijn Pokémon vrij, zodat zij veilig zijn. Volgens Lt. Banks blijken de plasmabollen bollen van witte bloedcellen te zijn. De boom denkt dat zij een ziekte zijn en daarom stuurt hij witte bloedcellen om de ziekte te vernietigen. Pokémon slokt het niet op, alleen de mensen. Verder kan het allerlei vormen aannemen en neemt het vooral vormen van Pokémon aan.
Max, May en Brock worden opgeslokt door de plasmabol en ook zij laten hun pokémon vrij. Ash hoort Pikachu roepen, rent erop af en komt bij een ravijn vol met horizontale ijspegels aan. Ash rent over de ijspegels naar Pikachu en Pikachu rent naar hem. Pikachu glijdt uit en valt, maar Ash springt erachteraan en vangt hem. Kidd redt hen en zorgt ervoor dat Pikachu, Mew en Meowth weer bij de groep zijn. Ash, Kidd, Pikachu, Meowth en Mew zien Regice en vluchten weg, geleid door Lt. Banks. die een uitweg heeft uitgestippeld. Ze komen aan in een ruimte verlicht door kristallen. Lucario wordt gegrepen door Registeel en Ash en Kidd worden opgeslokt door de plasmabol. Ash en Kidd laten hun Pokémon vrij en Pikachu probeert Ash te redden, maar tevergeefs. De Pokémon huilen en Mew probeert te helpen. Hij gloeit en alle kristallen gaan samen met de rest van de boom gloeien, waardoor onze helden allemaal terugkomen uit de plasmabollen. Pikachu en de andere Pokémon van Ash zijn zo blij dat ze hem knuffelen en hem hierbij per ongeluk kietelen. Ook Regirock, Regice en Registeel gaan weg.
Kidd komt erachter dat Mew en de boom afhankelijk zijn en dat ze elkaar nodig hebben om te overleven. Doordat het immuunsysteem van de boom te hard heeft gewerkt, brokkelt de boom af, waardoor ook Mew ziek wordt. Mew brengt Ash, Kidd en Lucario bij het hart van de boom van het begin en Lucario ziet de handschoenen van heer Aaron liggen. Lucario loopt ernaartoe en ziet een tijdbloem. Ze zien hoe Aaron zijn aura aan Mew gaf om de oorlog te stoppen en zich zo opofferde. Lucario gaat ook naar Mew en probeert ook zijn aura te geven, zodat Mew beter wordt, maar hij is niet sterk genoeg. Ash besluit om de handschoen van Aaron aan te doen en geeft zijn aura aan Mew. Samen proberen ze Mew te redden. Net op het eind duwt Lucario Ash weg en offert zichzelf op om Mew en de boom van het begin te redden. Mew geneest en de boom van het begin wordt weer heel en licht op.
Team Rocket komt weer bij elkaar en Lucario zakt in. Hij ziet een tijdbloem en ze zien hoe Aaron zich verontschuldigt tegenover Lucario voor het achterlaten van hem. Hij deed dat om Lucario te beschermen. Hij zegt dat hij hoopt Lucario ooit nog eens te zien en daarna sterft hij. Lucario sterft ook en zegt dat hij naar Aaron zal gaan. Brock, May en Max, die buiten staan, zien hoe Kidd en Ash door een grot naar buiten komen zonder Lucario en Max vraagt waar hij is. Ash vertelt dat Lucario bij een vriend is…

## Uitzendgegevens
In Nederland debuteerde de film op 11 november 2007 op kinderzender Jetix. In Amerika was dit Cartoon Network, op 19 september 2006. Op 6 augustus 2008 kwam de film op dvd uit, uitgegeven door RCV Home Entertainment. Was in 2005 in Japanse bioscopen te zien.

## Nasynchronisatie
Fred Butter Soundstudio verzorgde de Nederlandse nasynchronisatie. De Nederlandse stemmenregie lag in handen van Lotte Horlings en Fred Butter. Het is de eerste film gedaan door deze studio, en tevens ook de eerste in opdracht van Jetix Europe Channels en Pokémon USA, Inc. Bij de vorige films lag de verantwoordelijkheid in handen van Miramax Films en RCV Entertainment. In de Engelstalige versie is het de laatste film door 4Kids Entertainment en de laatste met de huidige stemacteurs.

### Rolverdeling
| Personages en stemacteurs | Personages en stemacteurs | Personages en stemacteurs | Personages en stemacteurs |
| Personage                 | Nederlands                | Engels                    | Japans                    |
| ------------------------- | ------------------------- | ------------------------- | ------------------------- |
| Verteller                 | Jeroen Keers              | Mike Pollock              | Unshō Ishizuka            |
| Inleider                  | Marcel Jonker             | Mike Pollock              | Unshō Ishizuka            |
|                           |                           |                           |                           |
| Ash                       | Christa Lips              | Veronica Taylor           | Rica Matsumoto            |
| May                       | Nicoline van Doorn        | Veronica Taylor           | Midori Kawana             |
| Brock                     | Fred Meijer               | Eric Stuart               | Yūji Ueda                 |
| Lucario                   | Fred Butter               | Sean Schemmel             | Daisuke Namikawa          |
| Vrouwe Eilene             | Kirsten Fennis            | Bella Hudson              | Momoko Kikuchi            |
| Kidd                      | Marieke de Kruijf         | Rebecca Soler             | Becky                     |
| Heer Aaron                | Jurjen van Loon           | Jason Griffith            | Kouichi Yamadera          |
|                           |                           |                           |                           |
| Max                       | Lot Lohr                  | Amy Birnbaum              | Fushigi Yamada            |
| Pikachu                   | Ikue Otani                | Ikue Otani                | Ikue Otani                |
| Jessie                    | Hilde de Mildt            | Rachael Lillis            | Megumi Hayashibara        |
| James                     | Paul Disbergen            | Eric Stuart               | Shinichirō Miki           |
| Meowth                    | Bas Keijzer               | Maddie Blaustein          | Inuko Inuyama             |
| Banks                     | Leo Richardson            |                           |                           |
| overige                   | Linda Wagenmakers         |                           |                           |

## Soundtrack
De Nederlandstalige titelsong Onoverwinnelijk werd gezongen door Herman van Doorn, en is een bewerking van het oorspronkelijk Amerikaanse Unbeatable geschreven en gecomponeerd door John Siegler en David Rolfe. Eindnummer We Will Meet Again is geschreven en gecomponeerd door John Siegler en Jim Malone en ingezongen door David Rolfe.
| Titel           | Zanger           | Componist                   | Geschreven door      |
| --------------- | ---------------- | --------------------------- | -------------------- |
| Onoverwinnelijk | Herman van Doorn | John Siegler en David Rolfe | onbekend (bewerking) |
| Unbeatable      | David Rolfe      | John Siegler en David Rolfe | John Siegler         |

De achtergrondmuziek is van de hand van Shinji Miyazaki.

## Dvd
| Titel                              | Afleveringen | Verschijningsdatum                                                                                          | Talen             | Distributeur                          |
| ---------------------------------- | --- | --- | ----------------- | ------------------------------------- |
| Pokémon Film 1-10 (10 dvd's - box) | *Mew tegen Mewtwo (1) *Op eigen kracht (2) *In de greep van Unown (3) *4-Ever (4) *Helden (5) *Jirachi, droomtovenaar (6) *Doel Deoxys (7) *Lucario en het mysterie van Mew (8) *De tempel van de zee (9) *De opkomst van Darkrai (10) speelduur: ca. 900 minuten verpakking: halfdun dvd-dozen in een kartonnen hoes opmerkingen: betreft een heruitgave van de originele uitgaves zoals verkrijgbaar in 2009 | oktober 2009 (momenteel niet in de handel)                                                                  | Nederlands Engels | RCV Entertainment / Warner Home Video |
| Pokémon Film 8-10 (3 dvd's - box)  | *Lucario en het mysterie van Mew (8) *Pokémon Ranger en de tempel van de zee (9) *De opkomst van Darkrai (10) speelduur: ca. 295 minuten verpakking: standaard-dvd-dozen in een kartonnen hoes opmerkingen: geen keuzemenu's | 29/30 augustus 2009: - Pokémon Day excl. september 2009: - (reguliere handel) (momenteel niet in de handel) | Nederlands        | RCV Entertainment                     |
| Pokémon De 8ste film Lucario       | Lucario en het mysterie van Mew speelduur: ca. 100 minuten verpakking: standaard-dvd-doos opmerkingen: geen keuzemenu | 6 augustus 2008 (momenteel niet in de handel)                                                               | Nederlands        | RCV Entertainment                     |

## Trivia
- De achtste film (Lucario en het Mysterie van Mew) is buiten Japan nooit uitgebracht in de originele breedbeeldversie. Deze film is via de Verenigde Staten bewerkt (gesneden per zijkant) naar het 4:3 formaat, het destijds standaard gehanteerde televisieformaat. Ook zijn sommige films gewoon niet op dvd verkrijgbaar in de originele breedbeeldversie. Dit is echter geen onbekend fenomeen. Zo gebeurde dit onder andere bij het Nederlandse voorbeeld Flodder 2, het filmvervolg op het origineel waarop later een gelijknamige televisieserie volgde. Deze film is op zowel vhs als dvd alleen in de vierkante 4:3-versie verkrijgbaar.